# Living Fields
Living Fields è il quarto album dei tre membri fondatori del gruppo jazz inglese Portico Quartet con il nome della band trasformato in Portico dopo l'abbandono nel 2011 di Nick Mulvey. Pubblicato dalla Ninja Tune nel 2015, è stato considerato dal gruppo non la continuazione del lavoro precedente, ma un nuovo inizio su un filone più orientato alla musica pop.

## Tracce
Compact disc
1. Living Fields (feat. Jono McCleery) – 3:11
2. 101 (feat. Joe Newman) – 4:45
3. Where You Are (feat. Jono McCleery) – 1:41
4. Atacama (feat. Joe Newman) – 4:59
5. Colour Fading (feat. Jono McCleery) – 4:51
6. Dissolution – 1:29
7. Bright Luck (feat. Jono McCleery) – 3:45
8. Brittle (feat. Joe Newman) – 5:37
9. Memory of Newness (feat. Jamie Woon) – 6:14
10. Void – 2:00
11. Into a Vision (feat. Jono McCleery) – 3:58
12. Where You Are (feat. Jono McCleery) (alt version) – 4:23
13. Distant Plane – 1:25

Durata totale: 48:18

## Formazione
- Jack Wyllie - sassofono, pianoforte, sintetizzatore
- Duncan Bellamy - percussioni
- Milo Fitzpatrick - contrabbasso